# Леопольд Клемент Лотаринзький
Леопольд Клемент Лотаринзький (фр. Léopold-Clément de Lorraine, нім. Leopold Clemens von Lothringen); 25 квітня 1707 — 4 червня 1723) — спадкоємний принц Лотарингії у 1711⁣ — ⁣1723 роках, син герцога Лотарингії Леопольда I та французької принцеси  Єлизавети Шарлотти Орлеанської. Помер від натуральної віспи у віці 16 років не залишивши нащадків.

## Біографія
Леопольд Клемент Карл народився 25 квітня 1707 року в Люневільському замку в Лотарингії. Він був восьмою дитиною та третім сином в родині  герцога Лотарингії Леопольда I та його дружини Єлизавети Шарлотти Орлеанської. На момент його народження в живих зосталося тільки п'ятеро старших дітей.  Після епідемії віспи 1711-го Леопольд Клемент залишився старшою дитиною в сім'ї й отримав титул спадкоємного принца. Родина поповнилась молодшими дітьми братами Францем Етьєнном та Карлом Александром і сестрами Єлизаветою Терезою та Анною Шарлоттою.

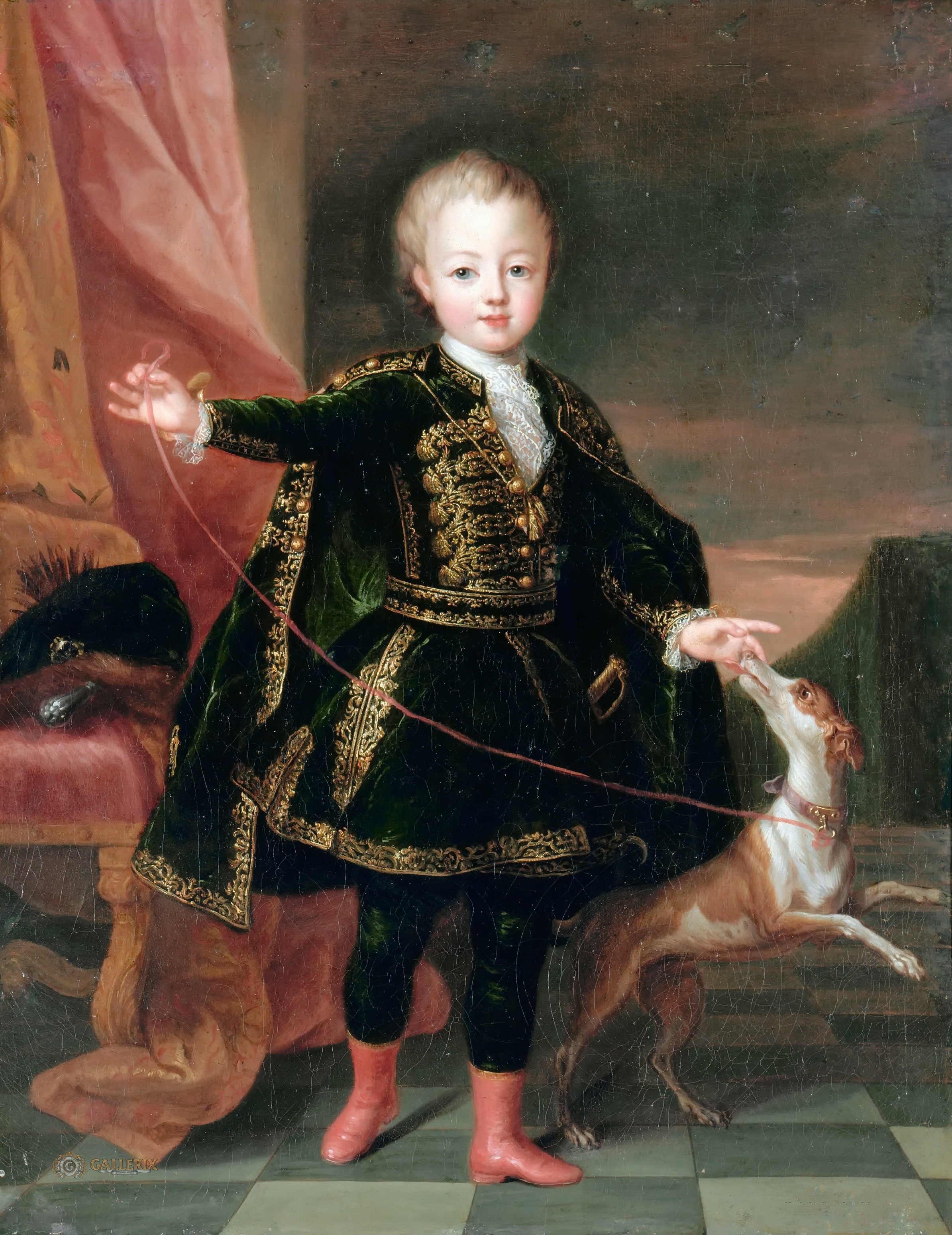
Леопольд Клемент у віці 3 років

Юного принца змалку готували до майбутнього управління державою. Це включало обов'язкову військову кар'єру та передбачало тісну взаємодію із двором Священної Римської імперії. Так, у 1716 Леопольд Клемент очолив новостворений лотаринзький полк у складі імператорської армії.
Відносини з Францією у Лотарингії в той час залишалися дружніми. Після смерті Людовіка XIV регентство в країні здійснював Філіп ІІ Орлеанський — рідний дядько Леопольда Клемента.
У 1722 році юний принц став також спадкоємцем Цешинського герцогства, яке було передане Леопольду імператором як компенсація за Монферратський маркізат  в північній Італії, права на який мала його бабуся Елеонора Гонзага. Відносини з Францією після цього охололи, і Лотарингія знову переорієнтувалася на Священну Римську імперію як головного союзника. Однак, не зважаючи на це, Леопольд послав дружину та дітей в Реймс на коронацію Людовіка XV.
Наступного року Леопольд проголосив, що його старший син може очолювати державну раду за його відсутності. Леопольд Клемент проявив себе як талановитий молодий чоловік і був гордістю всієї сім'ї.
1723 Леопольд Клемент мав їхати до Відня для подальшої освіти під наглядом Карла VI та ближчого знайомства із нареченою Марією-Терезією Австрійською, але раптово захворів на віспу та помер 4 червня 1723. Його поховали у герцогському склепі церкви Сен-Франсуа-де-Кордельєр в Нансі.
Спадкоємним принцом став Франц Етьєнн. Він посів престол Лотарингії у 1729, а у травні 1736 — одружився з Марією-Терезією. У 1737 відмовився від герцогства на користь Станіслава Лещинського. 1766 Лотарингію окупувала Франція.

## Нагороди
- Орден Золотого руна №645

## Титули
- 25 квітня 1707⁣ — ⁣10 травня 1711 — Його Високість принц Леопольд Клемент Лотаринзький
- 10 травня 1711⁣ — ⁣4 червня 1723 — Його Високість спадкоємний принц Лотарингії